# Tavrovo
Tavrovo est un microdistrict de Voronej en Russie administrativement subordonné à l'administration du Raïon de Levoberejny de Voronej. Il est situé sur la rive gauche du réservoir de Voronej.

## Histoire
La ville  'Tavrov'  a été fondée en 1700. Vladimir Klavdievitch Arseniev écrivit : 

« На нижних частях Воронежа или близ устья сей реки Петр Великий в 1700 г. основал город Тавров, обнесенный тогда же крепостью; сюда перевел он из Воронежа верфь и Адмиралтейство по причине частого там обмеления фарватера, учредил здесь обширную казенную фабрику суконную и вообще хотел поставить сей город на степень важнейших мест в государстве. »

« Dans les parties basses de Voronej ou près de l'embouchure de ce fleuve, Pierre le Grand fonda en 1700 la ville de Tavrov, entourée en même temps d'une forteresse; ici, il a transféré le chantier naval et l'Amirauté de Voronej en raison de la faible profondeur du fairway, y a établi une vaste usine de tissus appartenant à l'État et a généralement voulu mettre cette ville au niveau des endroits les plus importants de l'État. »

L'historien Vladimir Zagorovski affirme que le chantier naval de Tavrov a été fondé par Fiodor Apraxine le 1er juin 1705, sur ordre de Pierre Ier le Grand.
Le 14 juillet 1721, une fabrique de tissus fut est ouverte dans la ville qui appartenait à l'État. En 1726, elle fut achetée au trésor et transférée à Voronej par 8 nobles et marchands de cette ville. A cette époque, il y avait déjà à Voronej, une coiffure et une tannerie.
En mai 1736, grâce aux navires construits à Tavrov , une victoire sur les Turcs fut remportée, à la suite de laquelle Azov redevint une ville russe (Campagnes d'Azov).
Après la fondation d'Osered (plus tard - Pavlovsk), Tavrov  commença à décliner. En 1740-1741, la construction de navires à Tavrov s'arrêta.
En 1744, Tavrov brûla. L'incendie détruisit pratiquement la ville. La plupart de ses habitants déménagèrent à Voronej. Ainsi, la rivalité entre Voronej et Tavrov se termina.

## Remarques
1. ↑  (ru) Лаппо Г. М. Экс-города России. « Экс-города России », 20131204074749 (archivé sur Internet Archive).
2. ↑  (ru) Загоровский В. П. Воронеж: историческая хроника. — Воронеж: Центрально-чернозёмное кн. изд-во, 1989. — 255 с.